# Incheon United FC
Incheon United Football Club is een Zuid-Koreaans voetbalclub uit Incheon. De club werd opgericht in 2003. De thuiswedstrijden worden in het Incheon Munhak Stadion gespeeld, dat plaats biedt aan 50.256 toeschouwers. De clubkleuren zijn blauw-zwart. De club speelt sinds 2004 in de K-League.

## Erelijst
Nationaal
- K-League

Runner up: (1) 2005

## Bekende (ex-)spelers
- Kevin Oris
- Dalibor Veselinovic